# 紹姆堡-利珀的阿道夫
紹姆堡-利珀的阿道夫（德語：Adolf zu Schaumburg-Lippe，1859年7月20日—1916年7月9日），阿道夫一世之子，1895年至1897年擔任利珀攝政。

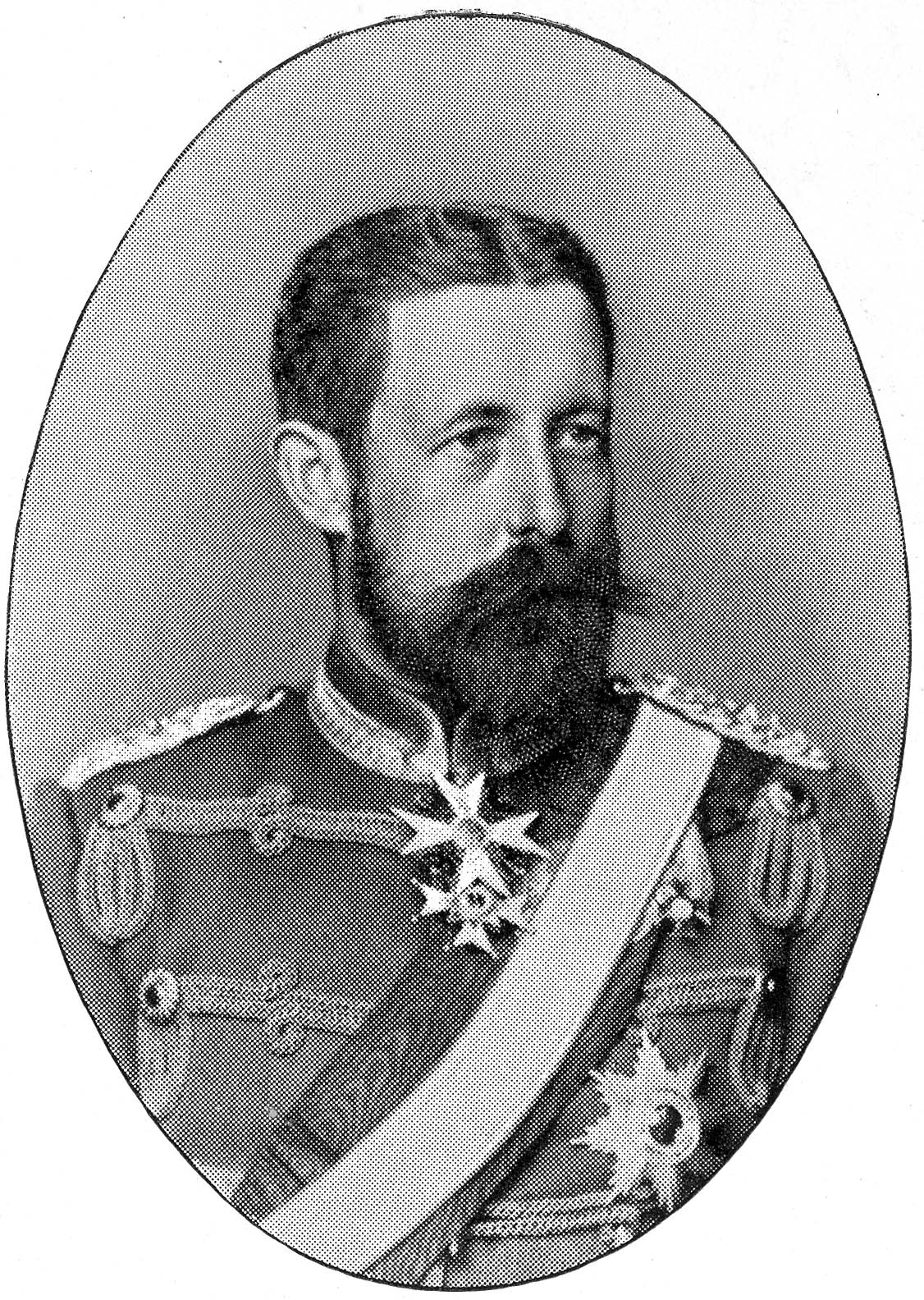

1890年，阿道夫與普魯士的維多利亞公主結婚，兩人沒有子女。1895年利珀親王沃爾德馬去世，繼位的亞歷山大患有精神疾病，紹姆堡-利珀的阿道夫被指定為攝政。